# 山梨県道808号大城小田船原線
山梨県道808号大城小田船原線（やまなしけんどう808ごう おおじろおだふなはらせん）は、山梨県南巨摩郡身延町を起終点とする一般県道である。門野の湯の来客者と周辺住民が利用している。

## 概要

### 路線データ
- 起点：山梨県南巨摩郡身延町大城（豊岡梅ヶ島林道に接続）
- 終点：山梨県南巨摩郡身延町小田船原（国道52号に接続）

## 通過する自治体
- 山梨県南巨摩郡身延町

## 交差・接続する道路
- 豊岡梅ヶ島林道
- 国道52号（大城入口交差点）

## 周辺
- 門野の湯
- 身延町立豊岡小学校